# Nobuharu Matsushita
Nobuharu Matsushita (jap. 松下信治 Matsushita Nobuharu; ur. 13 października 1993 w Tokio) – japoński kierowca wyścigowy. Mistrz Japońskiej Formuły 3 w 2014 roku. W 2022 roku kierowca Super GT oraz Super Formula.

## Życiorys

### Początki kariery
Matsushita rozpoczął karierę w jednomiejscowych samochodach wyścigowych w 2011 roku od startów w Formule Pilota China, gdzie czterokrotnie stawał na podium i odniósł jedno zwycięstwo. Z dorobkiem 89 punktów został sklasyfikowany na czwartej pozycji w klasyfikacji generalnej.
W sezonie 2012 Japończyk poświęcił się startom w Formule Challenge Japan. W ciągu dwunastu wyścigów, w których wystartował, dziesięciokrotnie stawał na podium, w tym odniósł pięć zwycięstw. Uzbierał łącznie 91 punktów, co pozwoliło zdobyć mistrzowski tytuł.

### Formuła 3
W 2013 roku Matsushita dołączył do stawki Japońskiej Formuły 3, gdzie pięciokrotnie stawał na podium. Uzbierał łącznie 43 punktów, które dały mu piąte miejsce w klasyfikacji generalnej. Rok później dziewięciokrotnie stawał na podium, w tym sześciokrotnie na jego najwyższym stopniu. Uzbierane 102 punktu pozwoliły mu pokonać wszystkich rywali.

### Seria GP2/Formuła 2
W sezonie 2015 Japończyk został podopiecznym Hondy i trafił do francuskiego zespołu ART Grand Prix, startującego w GP2. Wyniki Nobuharu jak na debiutanta (to był jego pierwszy sezon w Europie) były całkiem dobre – pięciokrotnie meldował się w czołowej trójce, a podczas niedzielnego wyścigu na torze Hungaroring odniósł pierwsze zwycięstwo. Jednak jeżeli spojrzy się na wyniki jego zespołowego partnera Stoffela Vandoorne'a (aż 341,5 punktów w stosunku do 68,5 Japończyka a poza tym szesnaście podiów, siedem zwycięstw, pięć pole position oraz siedem najszybszych okrążeń), to rezultaty Matsushity wyglądają mizernie. Ostatecznie jednak wraz z zespołem zdobył mistrzostwo zespołów a sam został sklasyfikowany na 9. miejscu (czwartym wśród debiutantów), więc sezon mógł uznać za udany.
W drugim roku współpracy z francuskim zespołem Japończyk zanotował progres wyników – i tym razem jednak pozostał w cieniu zespołowego partnera, tym razem Rosjanina Siergieja Sirotkina. Inauguracyjny wyścig na hiszpańskim torze w Katalonii zakończył na jedenastej lokacie, natomiast dzień później awansował na ósme miejsce. Na ulicznym torze w Monte Carlo sobotni start również zakończył jako ósmy, dzięki czemu startował z pole position. Japończyk wykorzystał ten przywilej do pewnej wygranej. Nad drugim Niemcem Marvinem Kirchhoferem uzyskał ponad trzynastosekundową przewagę na mecie. Pierwszy start na ulicznym obiekcie w azerskim mieście Baku zakończył jako szósty. W niedzielnym wyścigu Nobuharu przez pewien czas nawet prowadził w wyścigu, jednak ostatecznie po kolizji z Włochem Raffaele Marciello był zmuszony wycofać się z rywalizacji. Sędziowie uznali, że Japończyk jechał zbyt niebezpiecznie, za co został odsunięty od startu w Austrii. Jego miejsce na tę eliminację zajął Austriak René Binder. Matsushita udanie powrócił na rundę w Wielkiej Brytanii, notując solidną zdobycz punktową – w pierwszym starcie dojechał szósty, natomiast w drugim piąty. Na węgierskim Hungaroringu po raz kolejny zmagania zakończył na szóstej pozycji – sięgnął dodatkowo po dwa punkty za uzyskanie najszybszego okrążenia w wyścigu. Dobrą serię zakończyła kolizja z Włochem Antonio Giovinazzim w niedzielnej rywalizacji, za którą jego rywal otrzymał karę czasową. Po dziewiątej lokacie w pierwszym starcie na niemieckim Hockenheimringu Matsushita na kolejne punkty czekał do sprintu na włoskiej Autodromo Nazionale di Monza. W chaotycznym wyścigu dojechał na szóstej lokacie. Po nie ukończonym sobotnim wyścigu w Jerez de la Frontera i starcie z końca stawki, Nobuharu popisał się skuteczną jazdą i manewrami wyprzedzania, dzięki czemu awansował na siódme miejsce. Japończyk udanie zakończył sezon – w wyścigu głównym dzięki pokonaniu swojego zespołowego partnera Sirotkina oraz jego rodaka, Artioma Markiełowa, zmagania zakończył na drugiej lokacie. Pogoń za tym drugim zaowocowała dwoma dodatkowymi punktami za najszybsze okrążenie. W niedzielę Nobuharu do końca naciskał Siergieja, dojeżdżając na czwartym miejscu. Dzięki temu rywalizację zakończył z dorobkiem dziewięćdziesięciu dwóch punktów na 11. miejscu, o dwa wyprzedzając uznanego Nowozelandczyka Mitcha Evansa.
W trzecim sezonie współpracy. Pierwszy wyścig na torze Sakhir zakończył na ósmej lokacie, dzięki czemu startował z pole position. Na starcie Japończykowi zgasł jednak silnik, przez co musiał startować z pit-lane. Ostatecznie dojechał na czternastej lokacie. W sobotnim starcie na hiszpańskim obiekcie pod Barceloną dojechał tuż za podium, na czwartej pozycji. Dzień później po dobrym starcie i skutecznej jeździe awansował na drugą lokatę. Błąd Kanadyjczyka Nicholasa Latifiego poskutkował awansem na pierwsze miejsce, na którym też Japończyk dojechał do mety. Na krętym ulicznym torze w Monte Carlo Matsushita dojechał na najniższym stopniu podium w pierwszym starcie, natomiast w drugim był siódmy. Po dobrych kwalifikacjach na torze w azerskim Baku, w których zajął drugą lokatę, zaliczył nieudany start, przez co spadł na piąte miejsce. W późniejszej fazie wyścigu brał udział w kolizji z Indonezyjczykiem Seanem Gelaelem i Rosjaninem Siergiejem Sirotkinem. W konsekwencji wyścig ukończył na dwunastym miejscu. W niedzielnej rywalizacji zanotował bardzo wysoki awans na szóstą pozycję po wykorzystaniu neutralizacji za samochodem bezpieczeństwa. Sobotni wyścig na austriackim torze Red Bull Ring Japończyk zakończył jako szósty. Dodatkowe dwa punkty otrzymał za uzyskanie najszybszego okrążenia wyścigu. Niedzielny start nie był dla niego udany i zakończył go na czternastym miejscu. Na torze Silverstone zanotował skromny zastrzyk punktów za sprawą dziesiątej i ósmej pozycji. Na węgierskim Hungaroringu Japończyk w pierwszym starcie dojechał na piątym miejscu. W drugim zanotował świetny start, dzięki któremu szybko wyszedł na czoło stawki – jak się później okazało, nie oddał go już do końca. Po wakacyjnej przerwie Nobuharu nie odnotował żadnego punktu na belgijskim torze Spa-Francorchamps. Na włoskiej Monzie odziedziczył pole position po dyskwalifikacji Leclerca za nieregulaminowy pojazd. Japończyk nie utrzymał pierwszej pozycji – do końca jednak walczył o drugą lokatę z Włochem Antonio Fuoco. Po wyścigu pięciosekundową karę czasową otrzymał inny z reprezentantów Półwyspu Apenińskiego, Luca Ghiotto, dzięki czemu Nobuharu ostatecznie wskoczył na tę lokatę.

## Wyniki

### Podsumowanie
| Sezon   | Seria                          | Zespół                       | Starty           | P1               | PP               | NO               | Podia            | Punkty           | Pozycja          |
| ------- | ------------------------------ | ---------------------------- | ---------------- | ---------------- | ---------------- | ---------------- | ---------------- | ---------------- | ---------------- |
| 2011    | Formula Pilota China           | Super License                | 10               | 1                | 1                | 2                | 4                | 89               | 4                |
| 2012    | Formula Challenge Japan        |                              | 12               | 5                | 1                | 5                | 10               | 91               | 1                |
| 2013    | Japońska Formuła 3             | HDPF Racing                  | 15               | 0                | 0                | 0                | 5                | 43               | 5                |
| 2014    | Japońska Formuła 3             | HDPF Racing                  | 15               | 6                | 5                | 5                | 9                | 102              | 1                |
| 2015    | Seria GP2                      | ART Grand Prix               | 22               | 1                | 0                | 1                | 3                | 68,5             | 9                |
| 2015-16 | MRF Challenge Formula 2000     | MRF Challenge                | 4                | 2                | 1                | 3                | 2                | 80               | 6                |
| 2016    | Seria GP2                      | ART Grand Prix               | 20               | 1                | 0                | 5                | 2                | 92               | 11               |
| 2016    | Formuła 1                      | McLaren Honda                | Kierowca testowy | Kierowca testowy | Kierowca testowy | Kierowca testowy | Kierowca testowy | Kierowca testowy | Kierowca testowy |
| 2017    | Formuła 2                      | ART Grand Prix               | 22               | 2                | 1                | 2                | 4                | 131              | 6                |
| 2018    | Super Formula                  | Docomo Team Dandelion Racing | 6                | 0                | 0                | 0                | 0                | 7                | 11               |
| 2019    | Formuła 2                      | Carlin                       | 22               | 2                | 1                | 4                | 5                | 144              | 6                |
| 2019    | Euroformula Open Championship  | Carlin                       | 2                | 0                | 1                | 1                | 1                | 20               | 18               |
| 2019    | Euroformula Open Winter Series | Carlin                       | 2                | 1                | 1                | 1                | 1                | 27               | 4                |
| 2020    | Formuła 2                      | MP Motorsport                | 17               | 1                | 0                | 1                | 1                | 42               | 15               |
| 2020    | Super GT – GT300               | Autobacs Racing Team Aguri   | 2                | 0                | 0                | 0                | 0                | 7                | 23               |
| 2020    | Super Formula                  | Buzz Racing with B-MAX       | 3                | 0                | 0                | 0                | 0                | 5                | 15               |
| 2021    | Super GT – GT500               | Team Impul                   | 8                | 1                | 0                | 0                | 2                | 45               | 8                |
| 2021    | Super Formula                  | B-Max Racing                 | 6                | 0                | 1                | 0                | 2                | 33,5             | 8                |
| 2022    | Super Formula                  | B-Max Racing                 | 10               | 1                | 0                | 0                | 1                | 21               | 13               |
| 2022    | Super GT – GT500               | Astemo Real Racing           | 7                | 1                | 0                | 0                | 3                | 54*              | 3*               |

### GP2
| Legenda oznaczeń w tabelach wyników Wyświetl szablon na nowej stronie | Legenda oznaczeń w tabelach wyników Wyświetl szablon na nowej stronie                                                                     |
| Oznaczenie                                                            | Wyjaśnienie |
| --------------------------------------------------------------------- | --- |
| Złoty                                                                 | Zwycięzca lub mistrzostwo |
| Srebrny                                                               | 2. miejsce lub wicemistrzostwo |
| Brązowy                                                               | 3. miejsce lub II wicemistrzostwo |
| Zielony                                                               | Ukończył, punktował (w klasyfikacji generalnej, gdy zdobył co najmniej jeden punkt na przestrzeni sezonu, poza trzema powyższymi opcjami) |
| Niebieski                                                             | Ukończył, nie punktował (w klasyfikacji generalnej, gdy nie zdobył co najmniej jednego punktu na przestrzeni sezonu)                      |
| Czerwony                                                              | Nie zakwalifikował się (NZ) |
| Czerwony                                                              | Nie prekwalifikował się (NPK) |
| Różowy                                                                | Nie ukończył (NU) |
| Różowy                                                                | Niesklasyfikowany (NS) (w klasyfikacji generalnej, gdy nie został sklasyfikowany w żadnym wyścigu sezonu)                                 |
| Czarny                                                                | Zdyskwalifikowany (DK) |
| Czarny                                                                | Wykluczony (WYK/EX) |
| Biały                                                                 | Nie wystartował (NW) |
| Biały                                                                 | Kontuzjowany (K/INJ) |
| Biały                                                                 | Wyścig odwołany (OD/C) |
| Bez koloru                                                            | Został wycofany (WYC/WD) |
| Bez koloru                                                            | Nie przybył (NP/DNA) |
| Bez koloru                                                            | Nie brał udziału w treningach (NT/DNP) |
| Bez koloru                                                            | Nie został zgłoszony (–) |
| Pogrubienie                                                           | Start z pole position |
| Kursywa                                                               | Najszybsze okrążenie wyścigu |
| †                                                                     | Nie ukończył, ale jego rezultat został zaliczony ze względu na przejechanie więcej niż 90% dystansu wyścigu.                              |
| *                                                                     | Sezon w trakcie |
| 1/2/3                                                                 | Punktowana pozycja w sprincie kwalifikacyjnym                                                                                             |
| Lista systemów punktacji Formuły 1                                    | |

| Rok  | Zespół         | Wyniki w poszczególnych eliminacjach | Wyniki w poszczególnych eliminacjach | Wyniki w poszczególnych eliminacjach | Wyniki w poszczególnych eliminacjach | Wyniki w poszczególnych eliminacjach | Wyniki w poszczególnych eliminacjach | Wyniki w poszczególnych eliminacjach | Wyniki w poszczególnych eliminacjach | Wyniki w poszczególnych eliminacjach | Wyniki w poszczególnych eliminacjach | Wyniki w poszczególnych eliminacjach | Wyniki w poszczególnych eliminacjach | Wyniki w poszczególnych eliminacjach | Wyniki w poszczególnych eliminacjach | Wyniki w poszczególnych eliminacjach | Wyniki w poszczególnych eliminacjach | Wyniki w poszczególnych eliminacjach | Wyniki w poszczególnych eliminacjach | Wyniki w poszczególnych eliminacjach | Wyniki w poszczególnych eliminacjach | Wyniki w poszczególnych eliminacjach | Wyniki w poszczególnych eliminacjach | Punkty | Pozycja |
| ---- | -------------- | ------------------------------------ | ------------------------------------ | ------------------------------------ | ------------------------------------ | ------------------------------------ | ------------------------------------ | ------------------------------------ | ------------------------------------ | ------------------------------------ | ------------------------------------ | ------------------------------------ | ------------------------------------ | ------------------------------------ | ------------------------------------ | ------------------------------------ | ------------------------------------ | ------------------------------------ | ------------------------------------ | ------------------------------------ | ------------------------------------ | ------------------------------------ | ------------------------------------ | ------ | ------- |
| 2015 | ART Grand Prix | BHR                                  | BHR                                  | ESP                                  | ESP                                  | MON                                  | MON                                  | AUT                                  | AUT                                  | GBR                                  | GBR                                  | HUN                                  | HUN                                  | BEL                                  | BEL                                  | ITA                                  | ITA                                  | RUS                                  | RUS                                  | BHR                                  | BHR                                  | ARE                                  | ARE                                  | 68,5   | 9       |
| 2015 | ART Grand Prix | 10                                   | 6                                    | 11                                   | 18                                   | NU                                   | 19                                   | 4                                    | 3                                    | NU                                   | 19                                   | 8                                    | 1                                    | NU                                   | 15                                   | NU                                   | 15                                   | 10                                   | 7                                    | 2                                    | NU                                   | 11                                   | OD                                   | 68,5   | 9       |
| 2016 | ART Grand Prix | ESP                                  | ESP                                  | MON                                  | MON                                  | AZE                                  | AZE                                  | AUT                                  | AUT                                  | GBR                                  | GBR                                  | HUN                                  | HUN                                  | GER                                  | GER                                  | BEL                                  | BEL                                  | ITA                                  | ITA                                  | MAL                                  | MAL                                  | ARE                                  | ARE                                  | 92     | 11      |
| 2016 | ART Grand Prix | 11                                   | 8                                    | 8                                    | 1                                    | 6                                    | NU                                   | –                                    | –                                    | 6                                    | 5                                    | 6                                    | NU                                   | 9                                    | 12                                   | 11                                   | 12                                   | 11                                   | 6                                    | NU                                   | 7                                    | 2                                    | 4                                    | 92     | 11      |

### Formuła 2
| Rok  | Zespół         | Wyniki w poszczególnych eliminacjach | Wyniki w poszczególnych eliminacjach | Wyniki w poszczególnych eliminacjach | Wyniki w poszczególnych eliminacjach | Wyniki w poszczególnych eliminacjach | Wyniki w poszczególnych eliminacjach | Wyniki w poszczególnych eliminacjach | Wyniki w poszczególnych eliminacjach | Wyniki w poszczególnych eliminacjach | Wyniki w poszczególnych eliminacjach | Wyniki w poszczególnych eliminacjach | Wyniki w poszczególnych eliminacjach | Wyniki w poszczególnych eliminacjach | Wyniki w poszczególnych eliminacjach | Wyniki w poszczególnych eliminacjach | Wyniki w poszczególnych eliminacjach | Wyniki w poszczególnych eliminacjach | Wyniki w poszczególnych eliminacjach | Wyniki w poszczególnych eliminacjach | Wyniki w poszczególnych eliminacjach | Wyniki w poszczególnych eliminacjach | Wyniki w poszczególnych eliminacjach | Wyniki w poszczególnych eliminacjach | Wyniki w poszczególnych eliminacjach | Punkty | Pozycja |
| ---- | -------------- | ------------------------------------ | ------------------------------------ | ------------------------------------ | ------------------------------------ | ------------------------------------ | ------------------------------------ | ------------------------------------ | ------------------------------------ | ------------------------------------ | ------------------------------------ | ------------------------------------ | ------------------------------------ | ------------------------------------ | ------------------------------------ | ------------------------------------ | ------------------------------------ | ------------------------------------ | ------------------------------------ | ------------------------------------ | ------------------------------------ | ------------------------------------ | ------------------------------------ | ------------------------------------ | ------------------------------------ | ------ | ------- |
| 2017 | ART Grand Prix | BHR                                  | BHR                                  | CAT                                  | CAT                                  | MON                                  | MON                                  | BAK                                  | BAK                                  | RBR                                  | RBR                                  | SIL                                  | SIL                                  | HUN                                  | HUN                                  | SPA                                  | SPA                                  | MNZ                                  | MNZ                                  | JER                                  | JER                                  | YAS                                  | YAS                                  |                                      |                                      | 131    | 6       |
| 2017 | ART Grand Prix | 8                                    | 14                                   | 4                                    | 1                                    | 3                                    | 7                                    | 12                                   | 6                                    | 6                                    | 14                                   | 10                                   | 8                                    | 5                                    | 1                                    | 16                                   | NU                                   | 2                                    | 7                                    | 18                                   | 11                                   | 6                                    | 4                                    |                                      |                                      | 131    | 6       |
| 2019 | Carlin         | BHR                                  | BHR                                  | BAK                                  | BAK                                  | CAT                                  | CAT                                  | MON                                  | MON                                  | LEC                                  | LEC                                  | RBR                                  | RBR                                  | SIL                                  | SIL                                  | HUN                                  | HUN                                  | SPA                                  | SPA                                  | MNZ                                  | MNZ                                  | SOC                                  | SOC                                  | YAS                                  | YAS                                  | 144    | 6       |
| 2019 | Carlin         | 9                                    | 12                                   | 13                                   | 12                                   | 11                                   | NU                                   | 2                                    | 9                                    | 9                                    | 9                                    | 1                                    | 5                                    | 9                                    | 7                                    | 7                                    | 2                                    | OD                                   | OD                                   | 1                                    | 5                                    | 6                                    | NU                                   | 2                                    | 7                                    | 144    | 6       |
| 2020 | MP Motorsport  | RBR                                  | RBR                                  | RBR                                  | RBR                                  | HUN                                  | HUN                                  | SIL                                  | SIL                                  | SIL                                  | SIL                                  | CAT                                  | CAT                                  | SPA                                  | SPA                                  | MNZ                                  | MNZ                                  | MUG                                  | MUG                                  | SOC                                  | SOC                                  | BHR                                  | BHR                                  | BHR                                  | BHR                                  | 42     | 15      |
| 2020 | MP Motorsport  | 9                                    | 6                                    | 17                                   | 11                                   | 12                                   | 11                                   | 10                                   | 7                                    | 11                                   | 18                                   | 1                                    | 5                                    | NU                                   | NW                                   | 15                                   | 11                                   | 11                                   | 14                                   | –                                    | –                                    | –                                    | –                                    | –                                    | –                                    | 42     | 15      |

### Super Formula
| Rok  | Zespół                       | Wyniki w poszczególnych eliminacjach | Wyniki w poszczególnych eliminacjach | Wyniki w poszczególnych eliminacjach | Wyniki w poszczególnych eliminacjach | Wyniki w poszczególnych eliminacjach | Wyniki w poszczególnych eliminacjach | Wyniki w poszczególnych eliminacjach | Wyniki w poszczególnych eliminacjach | Wyniki w poszczególnych eliminacjach | Wyniki w poszczególnych eliminacjach | Punkty | Pozycja |
| ---- | ---------------------------- | ------------------------------------ | ------------------------------------ | ------------------------------------ | ------------------------------------ | ------------------------------------ | ------------------------------------ | ------------------------------------ | ------------------------------------ | ------------------------------------ | ------------------------------------ | ------ | ------- |
| 2018 | Docomo Team Dandelion Racing | SUZ                                  | AUT                                  | SUG                                  | FUJ                                  | MOT                                  | OKA                                  | SUZ                                  |                                      |                                      |                                      | 7      | 11      |
| 2018 | Docomo Team Dandelion Racing | 12                                   | OD                                   | 10                                   | 9                                    | 4                                    | 9                                    | 7                                    |                                      |                                      |                                      | 7      | 11      |
| 2020 | Buzz Racing with B-MAX       | MOT                                  | OKA                                  | SUG                                  | AUT                                  | SUZ                                  | SUZ                                  | FUJ                                  |                                      |                                      |                                      | 16     | 15      |
| 2020 | Buzz Racing with B-MAX       | –                                    | –                                    | –                                    | 6                                    | NU                                   | 14                                   | 3                                    |                                      |                                      |                                      | 16     | 15      |
| 2021 | B-Max Racing Team            | FUJ                                  | SUZ                                  | AUT                                  | SUG                                  | MOT                                  | MOT                                  | SUZ                                  |                                      |                                      |                                      | 33,5   | 8       |
| 2021 | B-Max Racing Team            | –                                    | 13                                   | 3‡                                   | 4                                    | 3                                    | 6                                    | 12                                   |                                      |                                      |                                      | 33,5   | 8       |
| 2022 | B-Max Racing                 | FUJ                                  | FUJ                                  | SZU                                  | AUT                                  | SUG                                  | FUJ                                  | MOT                                  | MOT                                  | SZU                                  | SZU                                  | 21     | 13      |
| 2022 | B-Max Racing                 | NU                                   | 19                                   | 1                                    | 10                                   | NU                                   | NU                                   | 11                                   | 11                                   | 17                                   | NU                                   | 21     | 13      |